# Quies
Quies es una empresa dedicada a la venta de productos para la higiene y cuidado del oído. La venta de Quies es multinacional, vende productos en Francia, Inglaterra y España, entre otros países.

## Historia
- 1921: Fundación de Quies.
- 1930: Los productos de boules Quies se hacen famosos y se exhibe en numerosas ferias de Francia, ganando nombrosos premios.
- 1940 - 1950: Los trabajadores cualificados calientan los cuadrados de cera en pequeñas estufas para darles forma esférica y enrollarlos en una película suave de algodón.
- 1960 - 1970: Se moderniza el proceso manufactura.
- 1980 - 1990: Las ceras usadas son cambiadas, su dosificiación revisada y se instaura un riguroso proceso de control.
- 1990 - 2000: En 1998 se lanza la línea de tapones para los oídos Quies. En 1999 se lanza la línea de doble acción limpiadora para los oídos. En el año 2000 se lanza la nueva línea de tapones para los oídos hechas con goma.[1]

A partir del 2005 Laboratorio Deiters, empresa ubicada en Badalona, Barcelona, distribuye de manera exclusiva los productos Quies en España en las farmacias y parafarmacias. Actualmente es una de las marcas líderes en productos para la higiene y protección auditiva ampliamente reconocidos por su gran calidad.